# Villa Bonnier
Villa Bonnier är en fastighet på Nobelgatan 13 (kvarteret Ambassadören 3) i Diplomatstaden, Stockholm, ritad av arkitekten Ragnar Östberg och uppförd 1927 för bokförläggaren Åke Bonnier den äldre (1886–1979) och hans hustru Eva Bachner (1888–1977).
Bonnier förvärvade den då obebyggda tomten 1923 av bankdirektör S. Hulth. Villan testamenterades efter parets bortgång till svenska staten 1981, och disponeras idag av talmannen och regeringen för representation. Fastigheten är sedan maj 2018 klassad som statligt byggnadsminne,  samt blåmärkt av Stadsmuseet i Stockholm vilket betyder "att bebyggelsen bedöms ha synnerligen höga kulturhistoriska värden".

## Utförande
Villa Bonniers fasader är uppförda i rött tegel. Huset har formgivits stramt som en borg med ett kubliknande utseende. Det nästan plana taket avslutas med en balustrad. De få utvändiga utsmyckningarna består av koppardetaljer över den övre fönsterraden och ett väl genomarbetat skärmtak över huvudentrén.
Byggnaden stod klar kort efter Stockholms stadshus, även det ritat av Ragnar Östberg, och man kan ana en del likheter med denna byggnad. Interiören designades i stor utsträckning av Eva Bachner själv tillsammans med konstnärerna Bertil Lybeck, Yngve Berg och Hilding Linnqvist, och konservatorn Alfred Nilsson. Interiöra väggmålningar utfördes av Isaac Grünewald. Bachner inspirerades av de rådande stilidealen i sitt hemland USA, och nationalromantikern Östberg avsade sig allt ansvar för inredningen. Trädgården designades av Östberg och trädgårdsarkitekten Gösta Reuterswärd 1925.

Bilder från cirka 1930–1940
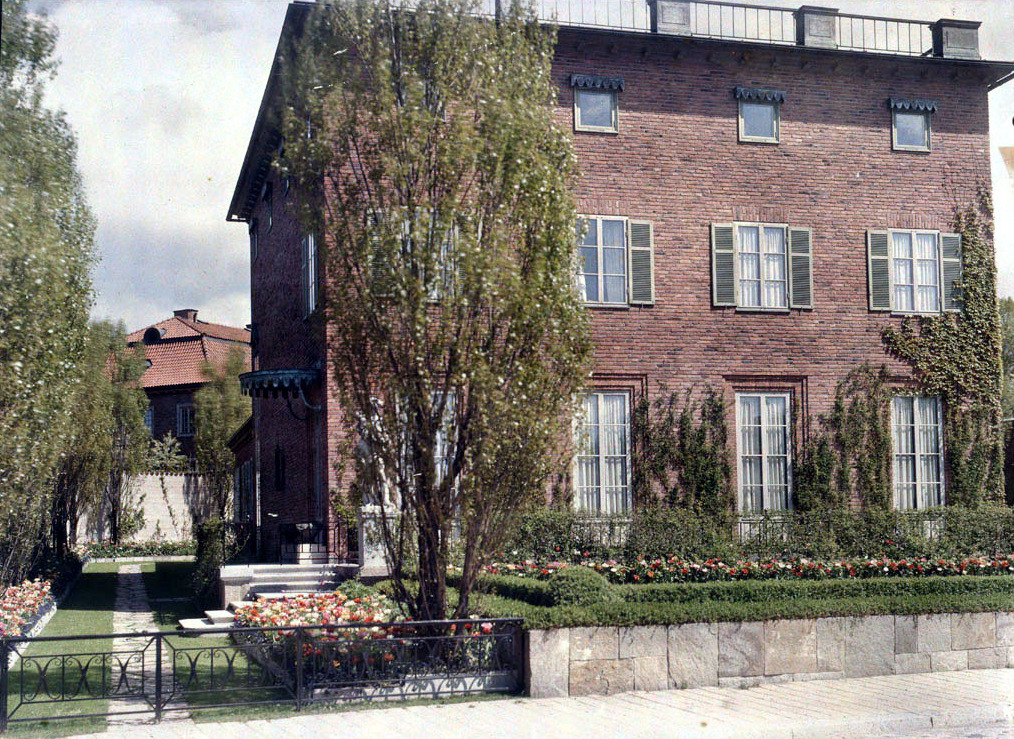
Cirka 1930
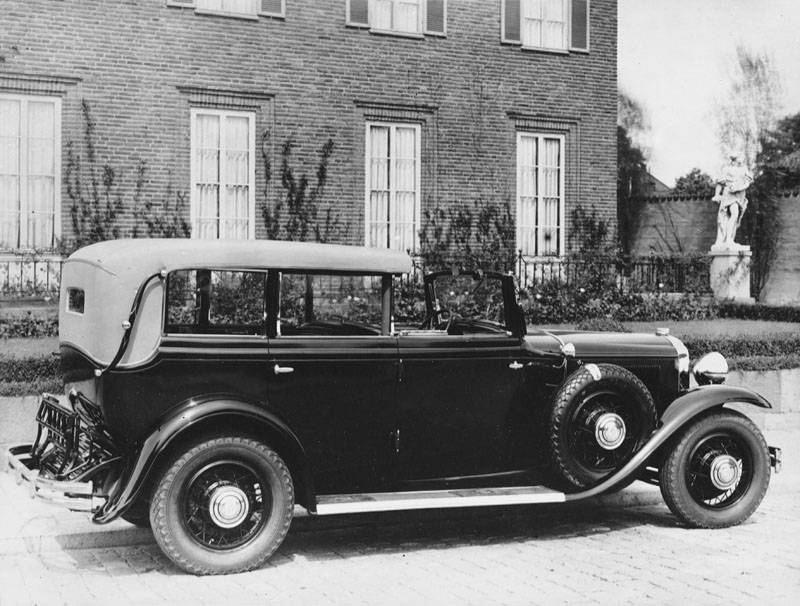
Exteriör, cirka 1930–1934
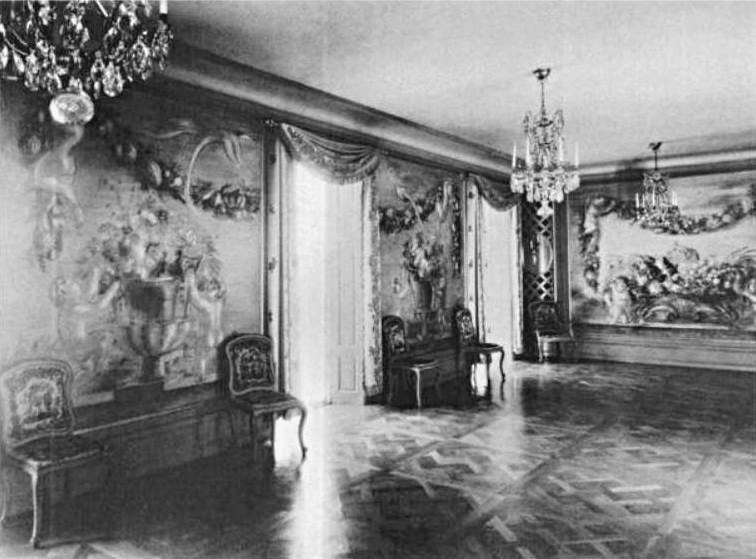
Matsalen med målningar av Grünewald, cirka 1930
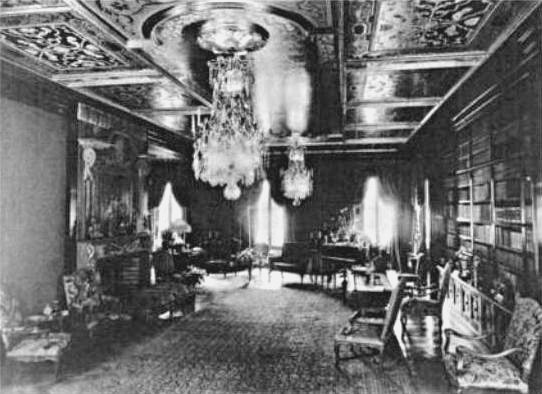
Vardagsrummet, cirka 1930